# Anzeiger für die Altertumswissenschaft
Der Anzeiger für die Altertumswissenschaft ist eine Rezensionszeitschrift für alle Gebiete der Altertumswissenschaften, die an der Universität Innsbruck herausgegeben wird. Die Publikation wurde 1947 von Robert Muth begründet und wird bis zum heutigen Tag fortgeführt. Thematisch ist die Zeitschrift sehr breit angelegt und richtet sich gleichfalls an Wissenschaftler sowie an Praktiker in der Lehre.
In der Nachfolge von Sebastian Posch und Benno Aukenthaler fungiert derzeit Simon Zuenelli, Universität Innsbruck, als Herausgeber der Zeitschrift. Der Universitätsverlag Wagner war bis zur Ausgabe 70 (2017) für die Veröffentlichung zuständig. Seit der Ausgabe 71/72 (2018–2019) ist der Anzeiger für die Altertumswissenschaft als Open-Access-Zeitschrift auf dem digitalen Repositorium der Universitätsbibliothek Innsbruck zugänglich.